# Holguín (prowincja)
Holguín – druga pod względem ludności prowincja Kuby. Jej stolicą jest Holguín. 
Gospodarka prowincji opiera się na uprawie trzciny cukrowej, kukurydzy i kawy. W okolicach Moa wydobywa się kobalt.
Prowincja dzieli się na czternaście gmin:
1. Antilla
2. Báguanos
3. Banes
4. Cacocum
5. Buenaventura
6. Cueto
7. Frank País
8. Gibara
9. Holguín
10. Mayarí
11. Moa
12. Rafael Freyre
13. Sagua de Tánamo
14. Urbano Noris